# Blunt Talk
A Blunt Talk 2015-ben bemutatott amerikai szitkomsorozat. A műsor alkotója Jonathan Ames, a történet pedig egy hírműsor stábjának mindennapjait követi nyomon. A főszereplők közt megtalálható Patrick Stewart, Jacki Weaver, Adrian Scarborough, Dolly Wells és Timm Sharp.
A sorozatot az Amerikai Egyesült Államokban a Starz adta le 2015. augusztus 22. és 2016. december 11. között, Magyarországon az HBO mutatta be 2015. szeptember 8-án.

## Cselekmény
A történet az angol hiradós és falklandi háborús veterán, Walter Blunt mindennapjait követi nyomon. Walter egy éjszakai beszélgetős hírműsor, a Blunt Talk műsorvezetője, aki egy élő adásban történt rosszullét után arra próbál törekedni, hogy a műsor a világra nézve is fontos tematikákat dolgozzon fel. Ebben nehezíti nem mindig kompetens csapata, miközben Walter próbalja rendbehozni a kapcsolatát fiaival.

## Szereplők
| Szereplő       | Színész            | Magyar hang        |
| -------------- | ------------------ | ------------------ |
| Walter Blunt   | Patrick Stewart    | Fodor Tamás        |
| Rosalie Winter | Jacki Weaver       | Rátonyi Hajni      |
| Harry Chandler | Adrian Scarborough | Rába Roland        |
| Celia          | Dolly Wells        | Pálfi Kata         |
| Jim Stone      | Timm Sharp         | Kardos Róbert      |
| Shelly Tinkle  | Mary Holland       | Tar Judit          |
| Martin Bass    | Karan Soni         | Dankó István       |
| Teddy Winter   | Ed Begley, Jr.     | Beregi Péter       |
| Bob Gardner    | Romany Malco       | Pusztaszeri Kornél |
| Dr. Weiss      | Richard Lewis      |                    |
| Vivian         | Golden Brooks      |                    |
| Ronnie         | Brett Gelman       | Kerekes József     |

## Magyar szinkron
- További magyar hangok: Pápai Erika, Kovács Lehel, Horváth Illés, Beratin Gábor, Megyeri János
- Magyar szöveg: Seres József
- Vágó: Kránitz Bence
- Hangmérnök: Policai Imre
- Gyártásvezető: Újréti Zsuzsa
- Szinkronrendező: Aprics László
- Produkciós vezető: Szép Erzsébet

A szinkront az HBO megbízásából az SDI Media Hungary készítette.

## Epizódok
| Évad | Évad | Részek száma | Részek száma | Eredeti sugárzás    | Eredeti sugárzás   | Magyar sugárzás     | Magyar sugárzás |
| Évad | Évad | Részek száma | Részek száma | Évadbemutató        | Évadzáró           | Évadbemutató        | Évadzáró        |
| ---- | ---- | ------------ | ------------ | ------------------- | ------------------ | ------------------- | --------------- |
|      | 1.   | 10           | 10           | 2015. augusztus 22. | 2015. október 24.  | 2015. szeptember 8. | n. a.           |
|      | 2.   | 10           | 10           | 2016. október 2.    | 2016. december 11. | 2016. november 18.  | n. a.           |

## További információ
- Hivatalos oldal
- Blunt Talk a Facebookon
- Blunt Talk a PORT.hu-n (magyarul)
- Blunt Talk az Internet Movie Database-ben (angolul)
- Blunt Talk a Rotten Tomatoeson (angolul)
- Blunt Talk a Box Office Mojón (angolul)